# Analma'aje
Analma'aje (uralkodói nevén Noferkaré) meroéi kusita uralkodó volt az i. e. 6. században. Malonaqen királyt követte, utódja Amaninatakilebte volt. Uralkodása békés lehetett, Kús újra felvette a kereskedelmi kapcsolatot Egyiptommal, amit bizonyít az Analma'aje sírjában talált váza. Nuriban temették el, a Nu.18 sírba.

## Fordítás
- Ez a szócikk részben vagy egészben  az   Analmaye című angol Wikipédia-szócikk ezen változatának fordításán alapul.  Az eredeti cikk szerkesztőit annak laptörténete sorolja fel. Ez a jelzés csupán a megfogalmazás eredetét és a szerzői jogokat jelzi, nem szolgál a cikkben szereplő információk forrásmegjelöléseként.